# Acid Angel from Asia
Acid Angel from Asia (кор. 애시드 엔젤 프롬 에이시아; сокращенно AAA) — первый юнит южнокорейской гёрл-группы TripleS, сформированная MODHAUS в 2022 году. В его состав входят Юён, Накён, Юбин и Херин. Квартет дебютировал 28 октября 2022 года с с мини-альбомом Access.

## История

### 2022–2023: Формирование, дебют сAccessи Acid Eyes
18 февраля 2022 года Modhaus объявили, что они запускают первую в мире «женскую группу с участием фанатов» под названием TripleS и что группа должна быть представлена в первой половине года. Группу возглавляет генеральный директор Джейден Чжон, который помогал продюсировать таких артистов, как Loona и OnlyOneOf и работал с такими компаниями, как JYP Entertainment, Woollim Entertainment, Sony Music Korea и BlockBerry Creative.
До прихода в TripleS все участницы AAA ранее были вовлечены в индустрию развлечений. Чон Херин ранее была детской актрисой и снялась в сериале Between Us. Она также снялась в рекламе японских учебников. Чон Херин и Ким Накён — бывшие стажерки P Nation. Ким Накён является младшей сестрой Bibi и появилась в финальном эпизоде шоу SBS The Fan. Ким Юён вместе с Ли Чжиу были бывшими участницами шоу выживания MBC My Teenage Girl, где Ким Юён выбыла во время финального эпизода, заняв 8-е место. Гон Юбин была участницей детского кулинарного шоу TV Chosun I am Chef, где она попала в финальную тройку.
Acid Angel from Asia первоначально появлялись каждые две недели с мая по сентябрь 2022 года как Чон Херин, Ким Юён, Ким Накён и Гон Юбин вместе с другими 4 участницами. 16 сентября было объявлено, что группа начнёт подготовку к дебюту юнита, в каждом юните будет по 4 участницы. Два юнита получили названия Acid Angel from Asia и +(KR)ystal Eyes, причем Acid Angel from Asia дебютировали в октябре. Состав был выбран фанатами, и Acid Angel from Asia официально дебютировали с первым мини-альбомом Access 28 октября 2022 года.
16 ноября Wikitree сообщили, что юнит был расформирован из-за того, что их альбом не достиг цели продаж в 100 тысяч проданных альбомов. Участницы продолжат продвигаться в основной группе. Однако в интервью NME генеральный директор MODHAUS Джейден Чжон пояснил, что группа не распадалась, но и не будет выпускать никаких новых альбомов, и объяснил, что «роспуск» не имеет того же значения в системе TripleS и что фанаты смогут снова увидеть группу в будущее. Он также заявил, что видеоконтент все ещё выпускается для увеличения продаж.
1 июня 2023 года было объявлено, что Acid Angel from Asia и +(KR)ystal Eyes выпустят сингловой-альбом под названием Cherry Gene вместе в качестве объединённого юнита под названием Acid Eyes. Ведущий сингл был выпущен 6 июня, а физический альбом - будет выпущен 7 июля.

## Состав
| Имя                | Дата рождения | Позиция в группе |
| ------------------ | ------------- | ---------------- |
| Ким Юëн (김유연)   | 09.01.2001    | Лидер            |
| Ким Накён (김나경) | 13.10.2002    | Вокалистка       |
| Гон Юбин (공유빈)  | 03.05.2005    | Танцор           |
| Чон Хёрин (정혜린) | 12.04.2007    | Макнэ            |

## Дискография
- Access (2022)

### Комментарии
1. ↑  Полный состав представлен по порядку Юн Соён[5], Jeong Hye-rin[6], Ли Чжиу[7], Ким Чэён[8], Kim Yoo-yeon[9], Ким Сумин[10], Ким Накён[11], и Гон Юбин[12].